# 패트리스 로비테일
패트리스 로비테일(Patrice Robitaille, 1974년 1월 1일 ~ )은 캐나다의 배우, 텔레비전 배우이다.
퀘벡에서 태어났다.

## 영화
- 더 헤어 오브 더 비스트 (2010년)
- 카데바 (2009년)
- 노 히트 노 런 썸머 (2008년)
- 모리스 리차드 (2005년)
- 생 마르티르의 저주 (2005년)
- 술을 마시는 여인 (2001년)